# Perissodonta georgiana
Perissodonta georgiana is een slakkensoort uit de familie van de Struthiolariidae. De wetenschappelijke naam van de soort is voor het eerst geldig gepubliceerd in 1908 door Strebel.